# Braccio Bracci
Braccio Bracci (Santa Croce sull'Arno, 9 novembre 1830 – Livorno, 8 dicembre 1904) è stato un poeta, drammaturgo e giornalista italiano.

## Biografia
Nato in provincia di Pisa nel 1830, studiò presso il collegio di San Sebastiano a Livorno e si laureò in giurisprudenza all'Università di Pisa. Esercitò la professione di avvocato a Livorno, contemporaneamente dedicandosi alla poesia, soprattutto alla improvvisazione di ottave e sonetti insieme agli amici.
Nel 1856 pubblicò Fiori e spine. Nuovi canti, una raccolta di versi di gusto pratesco, che non venne apprezzata dal circolo degli Amici pedanti per la mancanza di classicità, e profondamente criticata da Giuseppe Torquato Gargani, il quale appoggiato da Ottaviano Targioni Tozzetti e Giosuè Carducci, scrisse una Diceria a condanna di quei versi intitolata Di Braccio Bracci e di altri poeti nostri odiernissimi. Il letterato Enrico Nencioni si schierò dalla parte di Bracci scrivendo su Lo Spettatore dei versi intitolati Al Manzoni.
Bracci collaborò ad alcuni quotidiani come i livornesi Euterpe e Il Popolano, da lui fondato e diretto per pochi anni. Fu anche autore di opere teatrali, perlopiù tragedie cariche di pathos e di passioni, che però apparendo sempre monotone e incapaci di suscitare emozioni reali, portarono i detrattori a soprannominarlo il bastardo del Niccolini.
Morì l'8 dicembre 1904 a Livorno all'età di 74 anni.

## Opere
- Poesie (1848)
- Poesie varie (1850)
- In morte di Giuseppe Giusti (1850)
- Memorie e dolori. Nuovi canti (1851)
- Placidia. Dramma tragico in 5 atti in versi (1853)
- Le rose selvagge. Nuovi versi (1855)
- Pier Luigi Farnese. Dramma tragico in 5 atti in versi (1855)
- Fiori e spine. Nuovi canti (1856)
- Struensée. Dramma tragico in 5 atti in versi (1857)
- Isabella Orsini. Tragedia in 4 atti in versi (1868), con dedica a Gioacchino Napoleone Pepoli
- Poesie (1905)